# جايج جوليغيتلي
جايج جوليغيتلي (بالإنجليزية: Gage Golightly) هي ممثلة أمريكية، ولدت في 5 سبتمبر 1993 بكاليفورنيا في الولايات المتحدة.

## أعمال

### مسلسلات
- ذا سويت لايف أوف زاك أند كودي

## وصلات خارجية
- جايج جوليغيتلي على موقع IMDb (الإنجليزية)
- جايج جوليغيتلي على موقع ألو سيني (الفرنسية)
- جايج جوليغيتلي على موقع أول موفي (الإنجليزية)
- جايج جوليغيتلي على موقع قاعدة بيانات الفيلم (الإنجليزية)
- جايج جوليغيتلي على موقع كينوبويسك (الروسية)

لا توجد روابط لمواقع التواصل الاجتماعي.